# Helicopsyche penicilla
Helicopsyche penicilla is een schietmot uit de familie Helicopsychidae. De soort komt voor in het Australaziatisch gebied.